# João Luís Carrilho da Graça

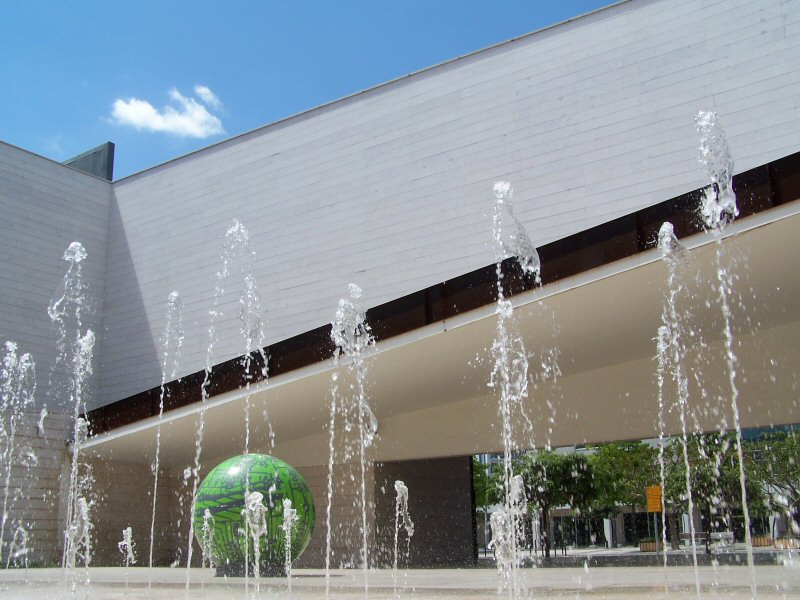
Pavilhão do Conhecimento (prémio Valmor)

João Luís Carrilho da Graça GOM • GCIP (Portalegre, 1952) é um arquiteto português.

## Biografia
Licenciou-se em Arquitetura na Escola Superior de Belas-Artes de Lisboa em 1977 e, desde então, dirige o seu próprio atelier. Foi assistente na Faculdade de Arquitetura da Universidade Técnica de Lisboa entre 1977 e 1992, onde lecionou, alternadamente, a cadeira de projeto do primeiro e do último ano curricular.
A 9 de julho de 1999, foi agraciado com o grau de Grande-Oficial da Ordem do Mérito.
É Professor convidado no Departamento de Arquitetura da Universidade Autónoma de Lisboa desde 2001 e no Departamento de Arquitetura da Universidade de Évora desde 2005. Foi também Professor convidado na Escuela de Arquitectura da Universidade de Navarra entre 2007 e 2010. 
Foi professor convidado para seminários e conferências sobre o seu trabalho em diversas universidades, nomeadamente em Barcelona, Sevilha, Lisboa, Roma, Milão, Turim, Verona, Cidade do México, Viena, Aachen (Alemanha) e Porto.
A 18 de abril de 2019, foi agraciado com a Grã-Cruz da Ordem da Instrução Pública.
Desde 2022, é sócio correspondente da Classe de Letras da Academia das Ciências de Lisboa (9.ª Secção - Comunicação e Artes).

## Prémios
- 1990: nomeado para o Prémio Mies van der Rohe pelo Centro Regional de Segurança Social de Portalegre.[3]
- 1992: Prémio da Associação Internacional de Críticos de Arte pelo edifício da Escola Superior de Comunicação Social em Lisboa [4] e nomeado para o Prémio Mies van der Rohe pela Piscina Municipal de Campo Maior [5].
- 1993: Prémio Valmor - menção honrosa pela Escola Superior de Comunicação Social em Lisboa. [6]
- 1994: Prémio Secil[7] e nomeado para o Prémio Mies van der Rohe pelo edifício da Escola Superior de Comunicação Social em Lisboa.
- 1996: nomeado para o Prémio Mies van der Rohe pela Pousada do Mosteiro de Flor da Rosa, Crato.[8]
- 1998: Prémio Valmor pelo Pavilhão do Conhecimento dos Mares - Expo’98, Lisboa.[9]
- 1999: Grande Prémio do Júri FAD pelo Pavilhão do Conhecimento dos Mares em Lisboa.[10]
- 2004: Prémio Bienal Internacional da Luz – Luzboa.[11]
- 2007: Prémio Valmor - menção honrosa pelo edifício de habitação na Rua do Quelhas, Lisboa.[9]
- 2008: Prémio Pessoa[12] e Prémio Valmor pela Escola Superior de Música de Lisboa.[6]
- 2009: nomeado para o Prémio Mies van der Rohe pelo Teatro e Auditório de Poitiers[13] e pela Escola Superior de Música de Lisboa.[14]

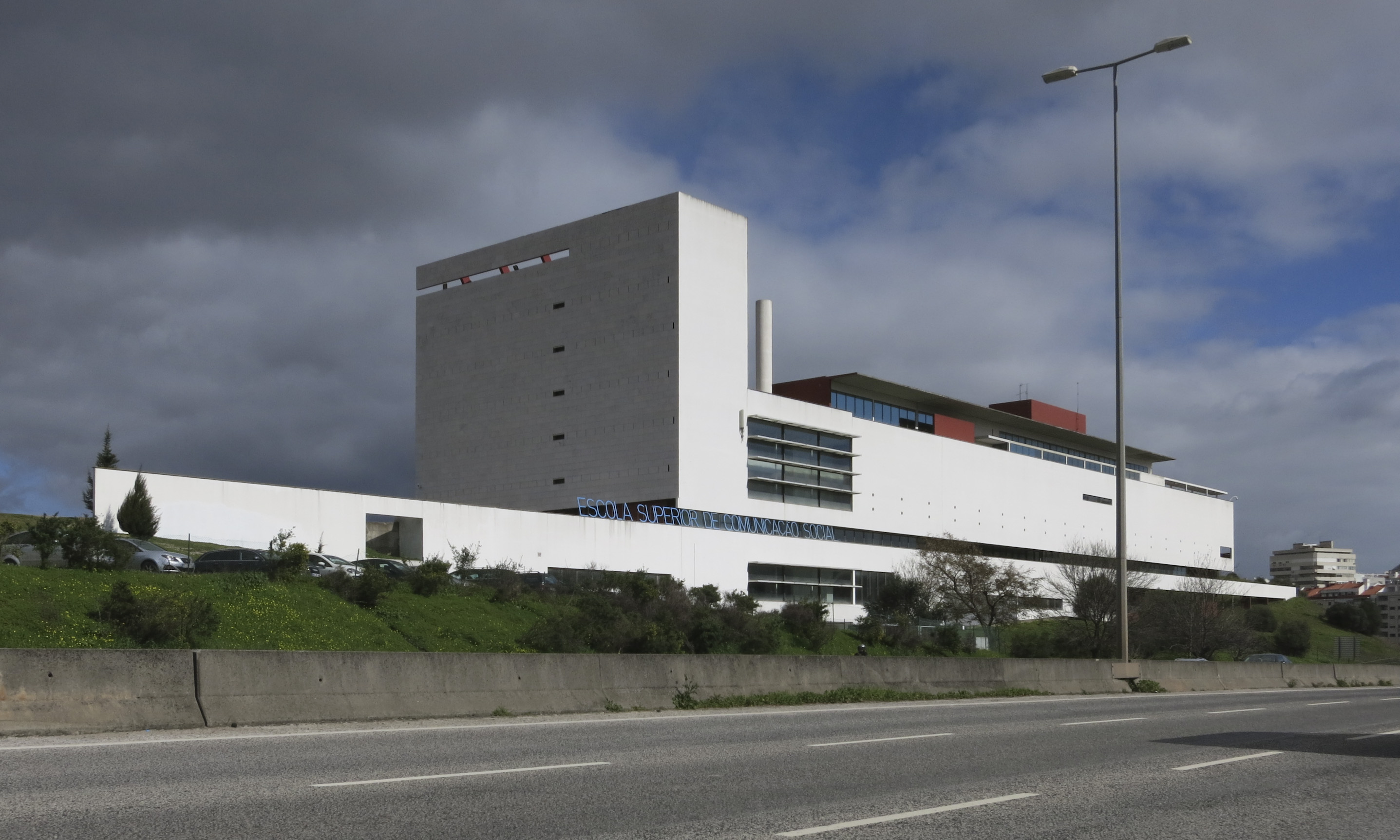
Escola Superior de Comunicação Social, em Lisboa

- 2010: Prémio Valmor pelo Edifício de Habitação Condessa do Rio em Lisboa[6] e Piranesi Prix de Rome pela Musealização da Área Arqueológica da Praça Nova do Castelo de São Jorge[15], também em Lisboa. Galardoado com a Ordre des Arts et des Lettres da República Francesa.[16]
- 2011: nomeado para o Prémio Mies van der Rohe pela ponte pedonal sobre a ribeira da Carpinteira, Covilhã.[17] e pela Musealização da Área Arqueológica da Praça Nova do Castelo de São Jorge, Lisboa.[18]
- 2012: Prémio internacional de arquitectura sacra Frate-Sole pela Igreja de Santo António em Portalegre.[19] [20] Prémio VIII Bienal Ibero-Americana de Arquitectura e Urbanismo e AIT Award Transportation pela ponte pedonal sobre a ribeira da Carpinteira, Covilhã.[21] [22] Galardoado com a Medalha da Académie D’architecture, Paris.[23]
- 2013: Prémio Valmor - menção honrosa pelo Edifício Consultores da Lispolis em Lisboa [6] e nomeado para o Prémio Mies van der Rohe pelas Habitações no L’and Vineyards Resort em Montemor-o-Novo[24].
- 2014: Prémio Anual Aquisição de Arquitectura pela Academia Nacional de Belas-Artes e selecionado para o Prémio IX Bienal Ibero-Americana de Arquitectura e Urbanismo pelas Habitações no  L’and Vineyards Resort, Montemor-o-Novo.[25]
- 2015: Membro Honorário da Ordem dos Arquitectos em Portugal [26] e da International Fellowship do Royal Institute of British Architects no Reino Unido.[27] Nomeado para o Prémio Mies van der Rohe pelo Data Center da Altice Portugal, Covilhã.[28]
- 2017: Prémio CICA de Arquitectura Internacional (Comité Internacional de Críticos de Arquitectura) [29] e Prémio Valmor pelo Terminal de Cruzeiros de Lisboa.[6]
- 2018: Prémio Leon Battista Alberti, Mantova [30] e e Prémio arpaFIL, Guadalajara.[31]
- 2019: galardoado com a Grã Cruz da Ordem da Instrução Pública da República Portuguesa [32] e nomeado para o Prémio Mies van der Rohe pelo Terminal de Cruzeiros de Lisboa.[33]

## Obras realizadas
- Terminal de Cruzeiros de Lisboa, Lisboa (2010-2017)
- Data Center da Altice Portugal, Covilhã (2011-2013)
- Núcleo Arqueológico do Castelo de São Jorge, Lisboa (2008-2010)
- Ponte pedonal sobre a ribeira da Carpinteira, Covilhã (2003-2009)
- Casa «Candeias», São Sebastião da Giesteira, Évora (2005-2008)
- Museu do Oriente, Doca de Alcântara, Lisboa (2005-2008)
- Recuperação e valorização do Castelo de Campo Maior (2005-2008)
- Ampliação e modernização da Escola Alemã de Lisboa (2003-2008)
- Edifício de habitação na Travessa da Fábrica das Sedas, Amoreiras, Lisboa (2002-2008)
- Teatro e Auditório, Poitiers, França (2000-2008)
- Escola Superior de Música de Lisboa (1998-2008)
- Reconversão do Convento de São Francisco em Centro de Congressos, Coimbra (1996-2016)
- Igreja de Santo António e Centro Paroquial, Portalegre (1993-2008)
- Instalação da Exposição «World Press Photo», no Museu da Electricidade, Lisboa (2008)
- Instalação da Exposição de Vik Muniz, no Museu da Electricidade, Lisboa (2007)
- Edifício de habitação na Rua do Quelhas, Lisboa (2001-2006)
- Centro Cultural da Branca, Albergaria-a-Velha (com Inês Lobo) (1999-2006)
- Instalação da Exposição «Do Palácio de Belém», Palácio da Ajuda, Lisboa (2005)
- Recuperação da Antiga Prisão e reconversão em Biblioteca Municipal «Álvaro de Campos», Tavira (1998-2005)
- Centro de Controlo Operativo da Brisa, Carcavelos (com Flavio Barbini e Maria João Silva Barbini) (2002-2004)
- Casa Isabel e Julião Sarmento, Estoril (com Anne Demoustier) (2002-2004)
- Centro Comercial, Leiria (2000-2003)
- Ponte Pedonal sobre o Esteiro de São Pedro, Aveiro (1997-2002)
- Centro de Documentação e Informação no Palácio de Belém, Lisboa (1997-2002)
- Recuperação do interior do Edifício da Universidade Autónoma, Lisboa (1995-2001)
- Pousada de Juventude, Viana do Castelo (1996-1999)
- Mobiliário urbano para Expo-98, Lisboa (1996-1998)
- Casa «Tapada», Cabeço de Vide (1995-2000)
- Sede do Instituto Politécnico de Lisboa (1995-1999)
- Recuperação da Ala Sul-Poente da Faculdade de Economia da Universidade Nova, Lisboa (1994-1999)
- Pavilhão do Conhecimento dos Mares, Expo-98, Lisboa (1995-1998)
- Instalação da Exposição de Michael Biberstein na Galeria de Arte Luís Serpa, Lisboa (1998)
- Cenografia para o programa televisivo «Olhos nos Olhos», Lisboa (1998)
- Escola Superior de Hotelaria e Turismo do Algarve, Faro (1993-1997)
- Recuperação e Musealização das Ruínas de São Paulo, Macau (1990-1995)
- Adaptação do Mosteiro de Flor da Rosa a Pousada, Crato (1990-1995)
- Escola Superior de Comunicação Social, Lisboa (1987-1993)
- Piscina Municipal de Campo Maior (com Carlos Miguel Dias) (1982-1990)
- Galeria de Arte Módulo (com Carlos Miguel Dias) (1987-1988)
- Casa «Fonte Fria», Serra de São Mamede, Portalegre (1987-1988)
- Agência Bancária da Caixa Geral de Depósitos, Anadia (1983-1988)
- Centro Regional de Segurança Social, Portalegre (com Gonçalo Byrne e João Paciência) (1982-1988)
- Complexo de Habitação Social, Alter do Chão (com Artur Pires Martins) (1977-1984)
- Agência Bancária da Caixa Geral de Depósitos, Sabugal (1983-1985)
- Quartel dos Bombeiros Voluntários, Vila Velha de Ródão (1979)

Em construção ou a realizar (2010):
- Recuperação dos espaços afectos ao Igespar do Mosteiro de Flor da Rosa, Crato (2007-)
- Remodelação do Colégio dos Moços da Sé de Évora – Museu de Arte Sacra de Évora (2005-)
- Edifício de Habitação na Rua do Presidente Arriaga, Lisboa (2004-)
- Edifício de Habitação «Condessa do Rio», Lisboa (2004-)
- Habitações na Quinta do Bom Sucesso, Óbidos (2003-)
- Maison de La Paix, Genebra, Suíça (2003-)
- Edifício de Habitação em Sanchinarro, Madrid, Espanha (com Inês Lobo), (2001-)
- Polidesportivo e Piscina Municipal, Vila do Conde (com Inês Lobo) (1999-)
- Recuperação e reconversão em Museu do Convento de Jesus, Setúbal (1998-)